# Peter Ankersen
Peter Svarrer Ankersen (født 22. september 1990) er en dansk fodboldspiller, der spiller for F.C. Nordsjælland. Han har tidligere spillet for den italienske Serie A-klub Genoa C.F.C., Red Bull Salzburg, Vejle BK, Rosenborg BK, Esbjerg fB og F.C. København.
Peter Ankersens position er på højre back. Han er pr. 17. december 2023 noteret for i alt 273 kampe for FCK og er dermed pr. denne dato den aktive spiller for F.C. København, der har opnået næstflest kampe for klubben.

## Klubkarriere

### Esbjerg fB (2009-2010)
Ankersen begyndte sin karriere i Esbjerg fB, hvor han blandt andet spillede på klubbens U/19-hold. I juni 2009 skrev han under på en etårig kontrakt med Esbjerg fB Han opnåede som senior en enkelt kamp på klubbens bedste mandskab i sæsonen 2009-10. 

### Vejle Boldklub
I sommeren 2010 skiftede Peter Ankersen til Vejle Boldklub. Her brød han igennem som en hurtig og offensiv back, og efter to succesfulde sæsoner i Vejle, begyndte større klubber at vise interesse for talentet.

### Rosenborg Ballklub
Onsdag den 28. marts 2012 solgte Vejle-Kolding Peter Ankersen til den norske klub Rosenborg BK med øjeblikkelig virkning. Han spillede i Rosenborg et halvt år inden turen gik videre til sin ungdomsklub, den nyoprykkede superligaklub Esbjerg fB. Sportsligt var opholdet i Rosenborg en succes for Ankersen, der spillede 18 kampe på førsteholdet, men han havde vanskeligt ved at falde til personligt i Trondheim, hvilket var medvirkende til, at han skiftede tilbage til Danmark.

### Esbjerg fB (2012-2014)
Efter seks måneder i Rosenborg blev Ankersen i august 2012 købt fri af sin kontrakt af superligaklubben Esbjerg fB, som han indgik en fire-årig aftale med.
I Esbjerg spillede han på hold med sin tvillingebror Jakob Ankersen, der senere skiftede til IFK Göteborg.
Den 10. august scorede Ankersen et mål mod AGF, der blev nomineret til FIFA Puskás-prisen 2013. Han gjorde sig særlig bemærket efter to scoringer mod St. Etienne i Europa League playoff-rundens hjemmekamp (august 2013), hvor Esbjerg fB vandt 4-3 og derefter kvalificerede sig til gruppespillet.

### FC Red Bull Salzburg
Den 27. januar 2014 blev det offentliggjort, at Ankersen ville skifte til Red Bull Salzburg i juli 2014.

### FC København
Den 5. juni 2015 blev det offentliggjort, at Ankersen blev lejet ud til FC København med en købsoption. FCK udnyttede købsoptionen den 22. maj 2016 og indgik en aftale med Peter Ankersen, der løb frem til sommeren 2020.

### Genoa
Efter 175 kampe (heraf 98 superligakampe) for FCK skiftede Ankersen i sommeren 2019 til italienske Genoa C.F.C., hvor han blev holdkammerat med to andre spillere fra det danske fodboldlandshold, Lukas Lerager og Lasse Schöne.

### F.C. København, andet ophold
Efter et år i Genoa blev det offentliggjort den 26. september 2020, at Ankersen returnerede til FCK i september 2020 på en fire-årig kontrakt, og debuterede allerede den 27. september 2020 i FCK's startopstilling i en superligakamp mod Vejle BK.
Pr. 17. december 2023 var Peter Ankersen noteret for 273 kampe for FCK, heraf 196 (11 mål) superligakampe, 16 (0 mål) pokalkampe og 61 (2 mål) europæiske kampe. Han er derved nr. syv på listen over spillere med flest kampe for FCK gennem tiderne. Peter Ankersen er pr. 17. december 2023 endvidere noteret for 50 assists i sin karriere for FCK, og er derved den spiller i klubben med det højeste antal assists.

### F.C. Nordsjælland
Efter 4 år i F.C. København blev det offentliggjort den 1. juni 2024, at Ankersen skifter til FCN d. 1/7 på en 2-årig kontrakt.

## Landsholdskarriere
Den 17. maj 2013 blev Peter Ankersen udtaget til Danmarks A-landshold. Han fik sin debut nogle måneder senere, 14. august,  i en venskabskamp mod Polen, hvor han spillede 2. halvleg (Danmark tabte 2-3). I sin anden landskamp 13. september 2013 fik han fuld spilletid i en VM-kvalifikationskamp mod Armenien (Danmark vandt 1-0). Han scorede sit første og hidtil eneste landskampsmål i VM-kvalifikationskamp mod Kasakhstan 11. november 2016 (Danmark vandt 4-1). 